# 캐논 EOS 300D

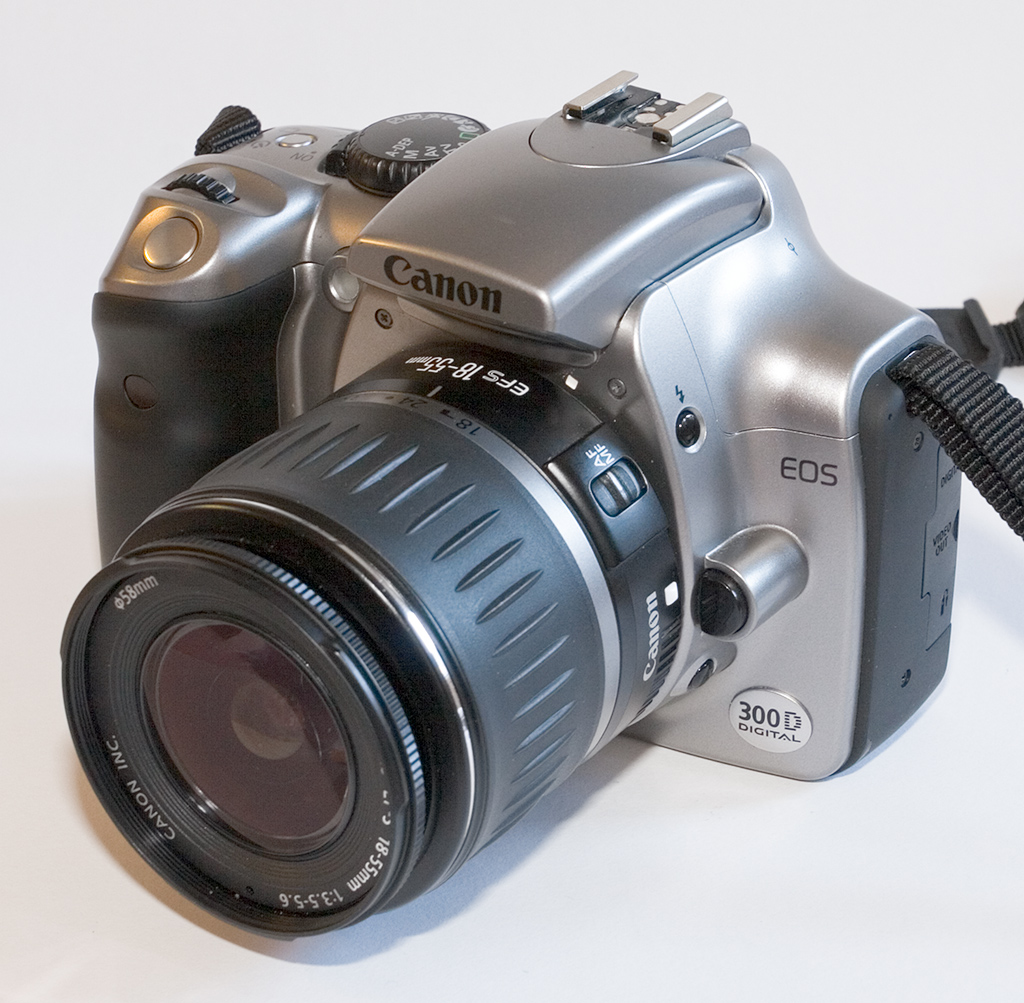
캐논 EOS 300D

캐논 EOS 300D(Canon EOS 300D)는 630만 유효 화소를 가진 보급형 디지털 SLR 카메라이다. 북미에는 EOS Digital Rebel, 일본에는 EOS Kiss Digital이란 상품명으로 출시되었다. 2003년 8월 20일에 발표되었으며 9월에 시판되었다. 카메라만 $899, 번들 렌즈 포함시 $999에 출시되었다.
캐논 EOS 300D는 CMOS 이미지 센서나 이미지 프로세서 등이 캐논 EOS 10D와 매우 유사하여 화질상의 차이는 거의 없지만, 상대적으로 기능상의 제약이 있었다. 그러나 해킹에 의해 기능 제약을 상당수 없앤 핵드 펌웨어(hacked firmware, 핵펌)가 인터넷에 널리 퍼졌다.
22.7 mm × 15.1 mm 크기의 CMOS 이미지 센서를 가지고 있으며, 캐논 EF-S 렌즈 마운트 및 캐논 EF 렌즈 마운트를 지원한다.
캐논 EOS 300D는 디지털 SLR로서는 최초로 $1000 이하 가격에 출시되어 많은 수가 판매되었다.

## 사진

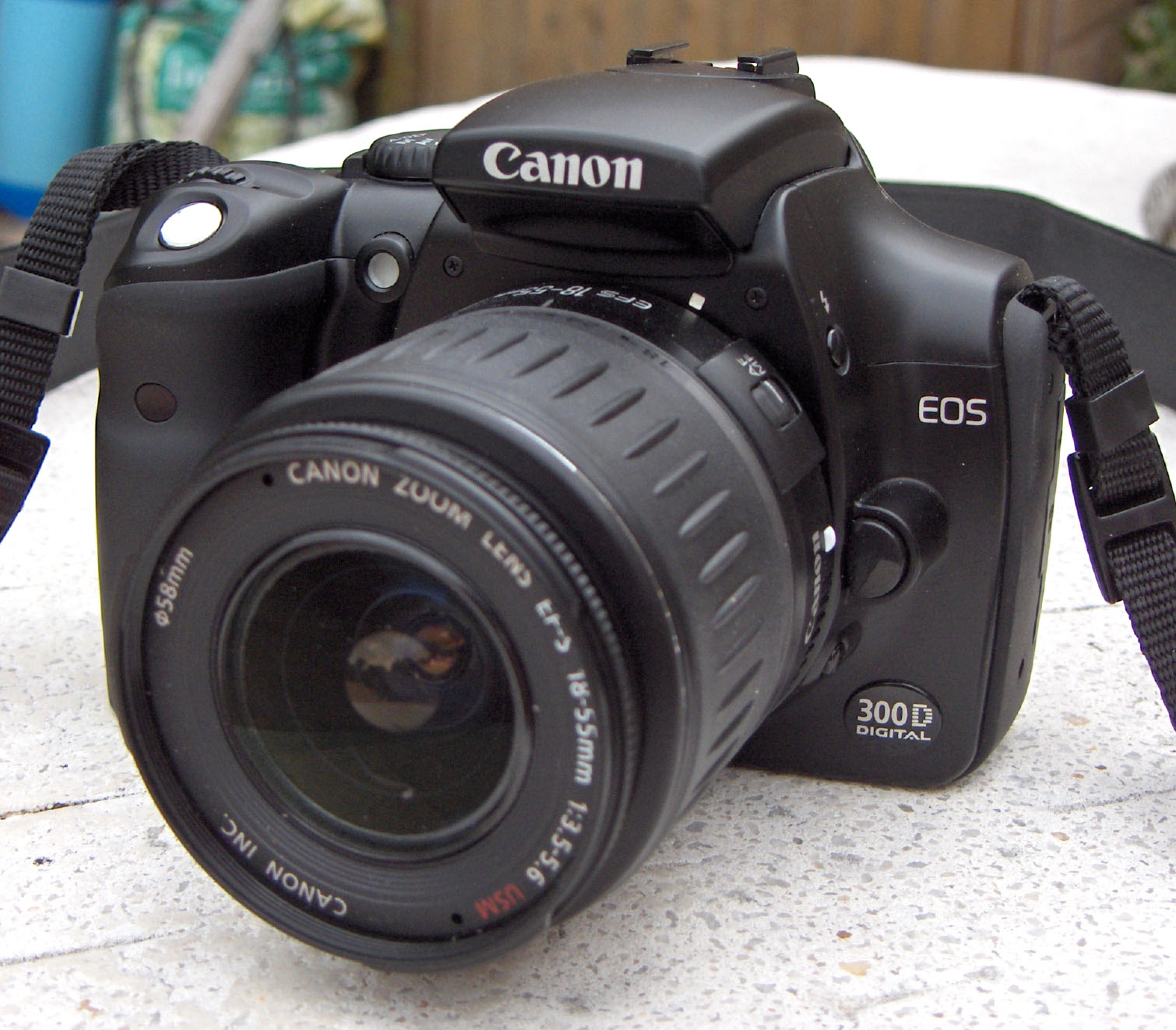
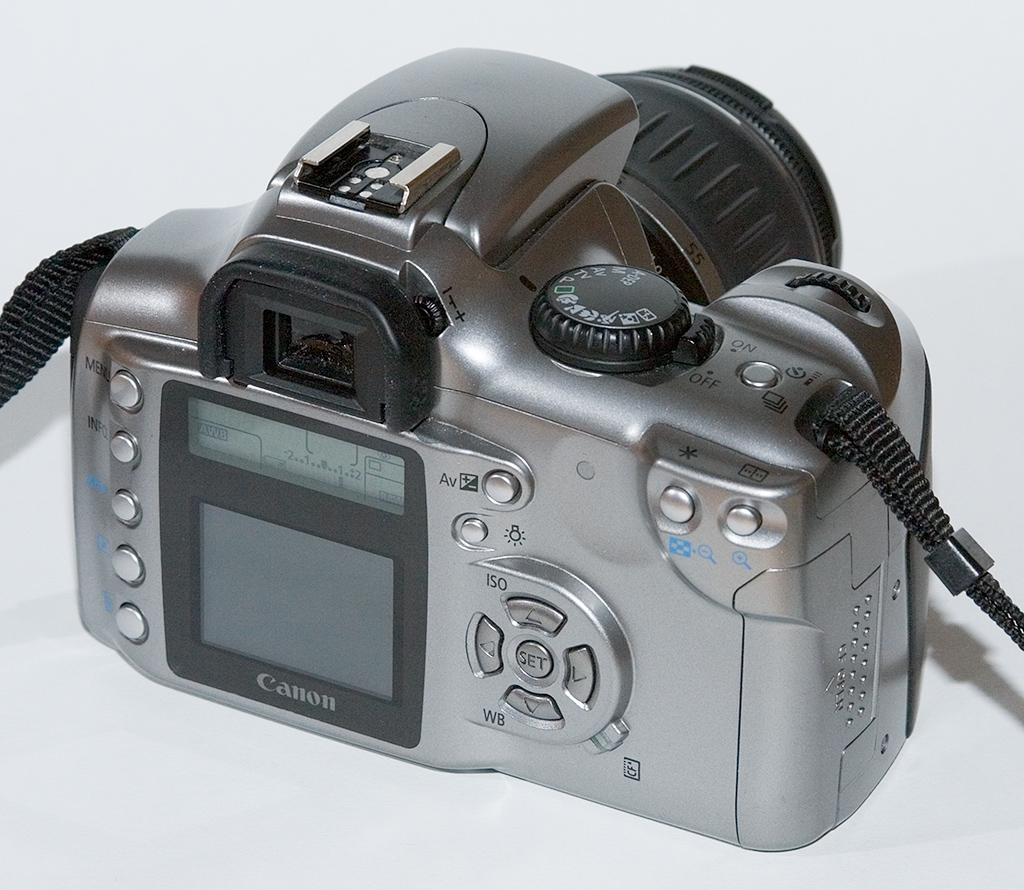
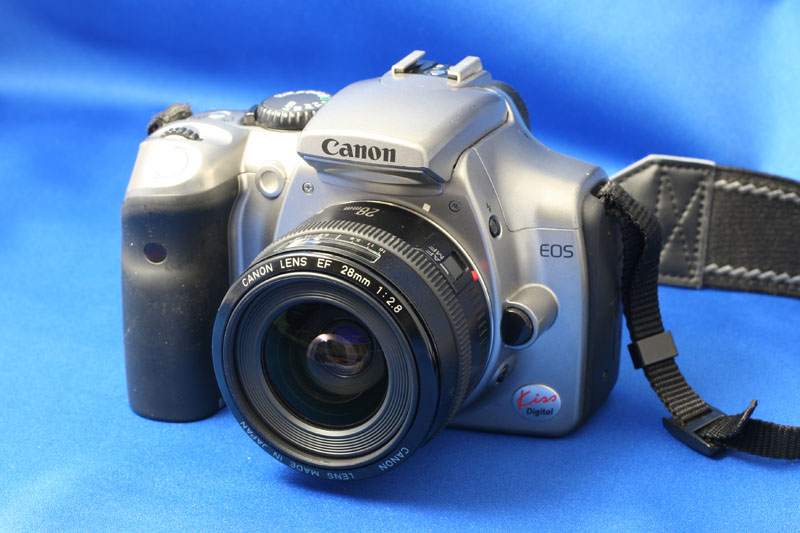
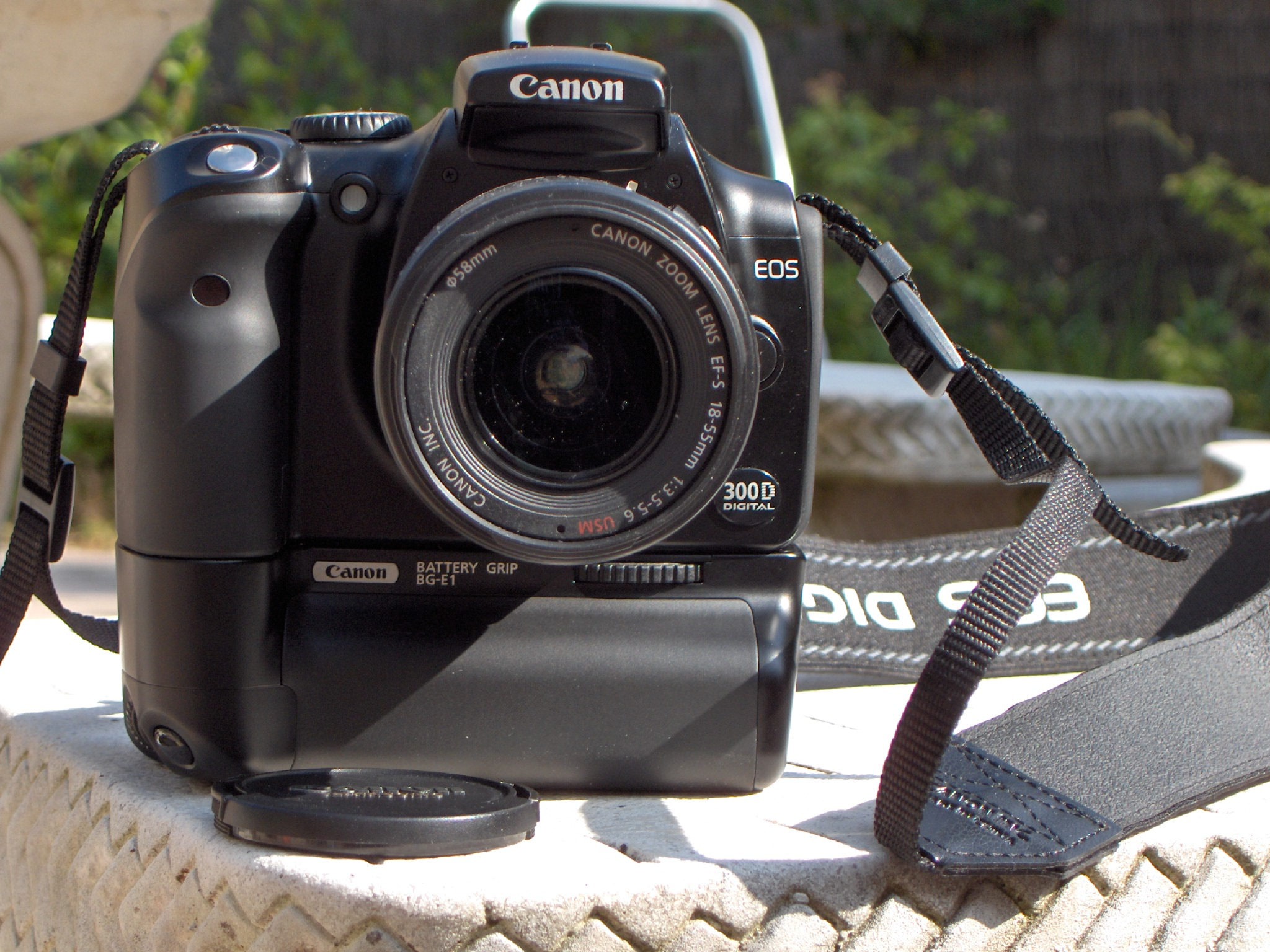

- 파일:Foto za geopedijo.jpg

## 같이 보기
- 캐논
- 캐논 EOS
- 캐논 EF 마운트
- 캐논 EF-S 마운트